# غابور غربنار
غابور غربنار (بالمجرية: Grebenár Gábor)‏ مواليد 17 أغسطس 1984 في المجر، هو لاعب كرة يد مجري. يلعب حاليا مع نادي أرغون لكرة اليد ويحمل الرقم 8. مثل منتخب المجر لكرة اليد.

## سجل المنافسة
شارك في البطولات التالية:
- بطولة أوروبا لكرة اليد للرجال 2008

## الإنجازات
- الدوري المجري لكرة اليد:
  - الميدالية البرونزية: 2003، 2004، 2005، 2006، 2007، 2008، 2009
- كأس أوروبا لكرة اليد:
  - نصف النهائي: 2003

## روابط خارجية
- غابور غربنار على موقع الاتحاد الأوروبي لكرة اليد (الإنجليزية)